# Vendredi soir
Pour plus de détails, voir Fiche technique et Distribution.
Vendredi soir est un film français réalisé par Claire Denis et sorti en 2002.

## Synopsis
Vendredi soir, grève des transports. Laure et Jean se retrouvent coincés dans les embouteillages parisiens.

## Fiche technique
- Titre : Vendredi soir
- Réalisation : Claire Denis
- Scénario : Emmanuèle Bernheim, d'après son roman[1], et Claire Denis
- Photographie : Agnès Godard
- Montage : Nelly Quettier
- Son : Jean-Louis Ughetto
- Musique : Dickon Hinchliffe
- Production : Bruno Pésery
- Société de production : Arena Films
- Pays de production :  France
- Langue : français
- Dates de sortie :
  - Italie : 31 août 2002 lors de la Mostra de Venise
  - France : 11 septembre 2002
  - États-Unis : 23 mai 2003

## Distribution
- Valérie Lemercier : Laure
- Vincent Lindon : Jean
- Hélène de Saint-Père : Marie
- Hélène Fillières : La femme fatiguée
- Florence Loiret Caille : La jeune fille du flipper
- Grégoire Colin : Le jeune homme en parka
- Gilles D'Ambra : Le mari de la femme fatiguée
- Micha Lescot : Le réceptionniste
- Gianfranco Poddighe : Le maître d'hôtel
- Nordine Barour : Le serveur
- Lionel Goldstein : L'acheteur
- Didier Woldemard : Le chauffeur de la camionnette
- Nicolas Struve : L'homme de l'accrochage
- Jérôme Pouly : Le deuxième homme de l'accrochage
- Nausicaa Meyer : La femme de l'accrochage

## Réception critique
Sur l'ensemble de sa période d'exploitation en salles, le film a réalisé 121 898 entrées en France.

## Distinctions
| Année | Cérémonie ou récompense | Nomination     |
| ----- | ----------------------- | -------------- |
| 2002  | Prix Louis-Delluc       | Meilleur film, |